# عمر بن حسن المسيلي
عمر بن حسن المسيلي (بالفرنسية: Saidi Omar bin Saidi Houssein)‏ (1815 - 1892) سلطان جزيرة هنزوان إحدى جزر القمر. كان له سعي لتحقيق الأمن والاستقرار بالجزيرة، وتأييد على إنشاء مستعمرة فرنسية بها. ويعد أول قمري يحصل على وسام الشرف من رتبة الصليب الأكبر من قبل الإمبراطورية الفرنسية.

## نسبه
عمر بن حسن بن عبد الله الأول بن محمد بن عبد الله بن علوي بن عبد الله بن علوي بن أبي بكر بن علي بن أحمد بن عبد الله المسيلي بن محمد بن علوي الشيبة بن عبد الله بن علي بن عبد الله باعلوي بن علوي الغيور بن الفقيه المقدم محمد بن علي بن محمد صاحب مرباط بن علي خالع قسم بن علوي بن محمد بن علوي بن عبيد الله بن أحمد المهاجر بن عيسى بن محمد النقيب بن علي العريضي بن جعفر الصادق بن محمد الباقر بن علي زين العابدين بن الحسين السبط بن علي بن أبي طالب، وعلي زوج فاطمة بنت محمد ﷺ.
فهو الحفيد 34 لرسول الله محمد ﷺ في سلسلة نسبه.

## مولده ونشأته
ولد في مدينة موتسامودو بجزيرة هنزوان سنة 1815، ووالدته فاطمة الشيرازي. أرسل منذ شبابه إلى جزيرة موريشيوس ليتعلم هناك اللغة الفرنسية والإنجليزية. وقد عاش أيضا في موزمبيق حيث تعلم اللغة البرتغالية.

## حياته العملية
في عام 1840 عينه السلطان سالم بن علوي المسيلي وزيرا للشؤون الخارجية في جزيرة هنزوان. ولكن السلطان سالم عزله عن منصبه بعد سنوات قليلة، ففضل الذهاب والسكن في جزيرة مايوت لأن إقامته في جزيرة هنزوان قد تسبب له خطرا. فذهب إلى جزيرة مايوت ومارس مهنة التجارة هناك واستطاع بهذه المهنة أن يمتلك ثلاث سفن وأصبح البلدي الأكبر للمستعمرة الفرنسية. فالإدارة الحكومية الفرنسية لجزيرة مايوت منحته في عام 1861 أرضا قدرها 55 هكتار في منطقة بانداماجي، كما سلمت له أيضا أرضا أخرى في عام 1867 بنفس المساحة.
وفي عام 1862 سمح له السلطان عبد الله بن سالم بن علوي المسيلي بالعودة إلى وطنه، وأكد له بأنه حر في أن يقيم في جزيرة هنزوان للمدة التي تطيب له. ومنذ عام 1863 كان السيد عمر يقسم أوقاته بين جزيرة مايوت ووطنه حيث كان يمارس الشؤون التجارية.

### وسام الشرف
نال السيد عمر وسام الشرف برتبة الصليب الأكبر من الحكومة الفرنسية لخدماته الوطنية والذي تسلمه في 19 سبتمبر 1883 باحتفال بنوع خاص. وكان هو القمري الأول المستفيد من هذا التفوق الذي منحه شهرة وسلطة واسعة.

### توليه الحكم
وبعد وفاة السلطان عبد الله بن سالم المسيلي أصدرت السلطات الفرنسية لجزيرة مايوت قرارا ينص فيه على تعيين السيد عمر بن حسن سلطانًا على جزيرة هنزوان وكان ذلك في 12 أبريل 1891، وأرسل جيش من قبل السلطات الفرنسية إلى الجزيرة لوضع أنظمة حماية الدولة الفرنسية. فقُلّد السيد عمر منصب سلطان جزيرة هنزوان بحضور الحاكم الفرنسي بيير بابينود. وفي تاريخ 12 يناير 1892 وقعت معاهدة لتجديد الحماية الفرنسية، فألغيت بموجبها وظائف الوزراء كما ألغي مجلس الأعيان للسلطنة.

## وفاته
كانت فترة حكمه قصيرة جدا في تاريخ جزر القمر لأنه توفي في الخامس عشر من شهر أبريل سنة 1892 م في مدينة موتسامودو، فاختارت الحكومة الفرنسية ابنه السيد محمد بن عمر المسيلي ليكون سلطانًا على جزيرة هنزوان خلفًا لوالده. كما أن ابنه الآخر علي بن عمر المسيلي أصبح سلطانًا على جزيرة القمر الكبرى.